# SWEP
SWEP är ett svenskt globalt tillverkningsföretag med huvudkontor i Landskrona. Tillverkningen fokuserar på lödda värmeväxlare (BPHE=Brazed Plate Heat Exchangers) och relaterade produkter och tjänster för luftkonditionering, kyla, värme, fjärrvärme och industriapplikationer. Lödda plattvärmeväxlare är ett effektivt sätt att överföra värme från ett medium till ett annat. Den består av korrugerade plattor som kombineras för att bilda komplexa kanaler genom vilka ett varmt och ett kallt medium kan distribueras.
SWEP startades 1983 av en liten grupp värmeteknikpionjärer. SWEP var ett av de första företagen som lanserade lödda värmeväxlare på marknaden. År 1994 förvärvades SWEP av Dover Corporation genom Tranter Group, och SWEP blev en affärsenhet inom Tranter-koncernen. År 2003 blev SWEP ett självständigt företag inom Dover Corporation. Idag finns SWEP representerat i mer än 50 länder, och har egen säljkår i mer än 20 länder. SWEP har fabriker i Sverige, Schweiz, USA, Malaysia, Slovakien och Kina.